# Kitzkarkogel
Kitzkarkogel är en bergstopp i Österrike.   Den ligger i distriktet Zell am See och förbundslandet Salzburg, i den centrala delen av landet, 300 km väster om huvudstaden Wien. Toppen på Kitzkarkogel är 2 801 meter över havet, eller 93 meter över den omgivande terrängen. Bredden vid basen är 0,38 km.
Terrängen runt Kitzkarkogel är huvudsakligen bergig. Närmaste större samhälle är Mittersill, 17,0 km nordväst om Kitzkarkogel. 
Trakten runt Kitzkarkogel består i huvudsak av gräsmarker. Runt Kitzkarkogel är det ganska glesbefolkat, med 34 invånare per kvadratkilometer.